# 1795
1795 (MDCCXCV) a fost un an obișnuit al calendarului gregorian, care a început într-o zi de miercuri.

## Evenimente

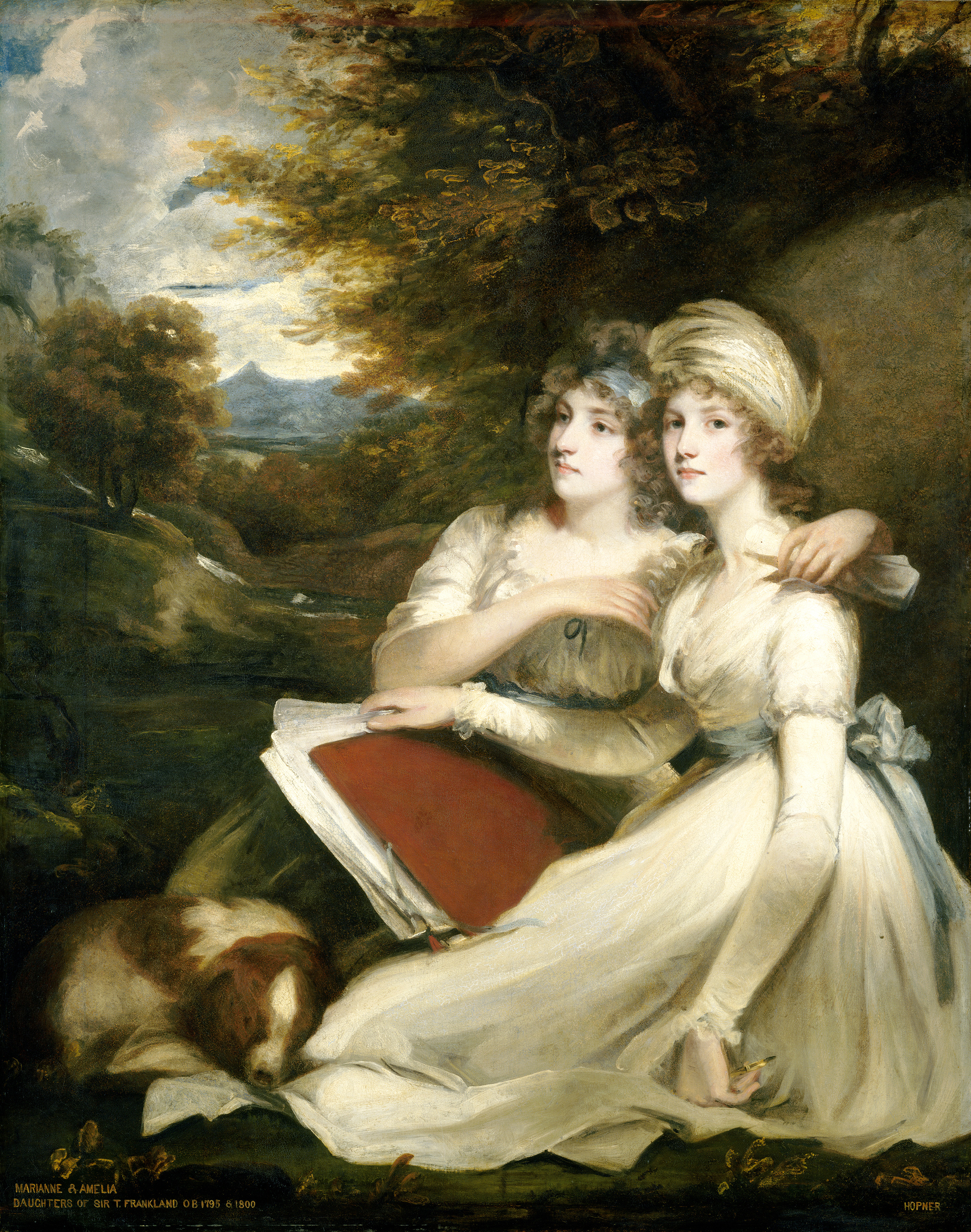
Portretul surorilor Frankland de John Hoppner, 1795

- 19 ianuarie: Este proclamată Republica Batavă, nume dat Olandei după ce a fost cucerită de Franța (până în 1806).
- 6 aprilie: Apare prima carte românească de matematică, "Aritmetica", tipărită în Moldova și datorată episcopului de Hotin, Amfilohie.
- 7 aprilie: Franța adoptă metrul ca unitate de măsură pentru lungime.
- 8 aprilie: Căsătoria dintre George, Prinț de Wales cu Caroline de Braunschweig.
- 15 iulie: La Marseillaise este adoptată oficial ca imn al Franței.
- 24 octombrie: Ce de-a treia împărțire a Poloniei.
- 26 octombrie: Începutul Directoratului în Franța.

### Nedatate
- mai: Moldova: Sfârșitul domniei lui Mihai Suțu și începutul domniei lui Alexandru Callimachi.
- Suedia este prima monarhie care recunoaște Republica Franceză.

## Arte, științe, literatură și filozofie
- Blaj: Tipărirea Bibliei de la Blaj

## Nașteri
- 18 ianuarie: Marea Ducesă Anna Pavlovna a Rusiei, soția regelui William al II-lea al Olandei (d. 1865)
- 10 martie: Johann Martin Honigberger, medic și farmacist sas originar din Transilvania (d. 1869)
- 14 martie: Józef Bem, general polonez (d. 1850)
- 4 septembrie: Friedrich August von Alberti, geolog german (d. 1878)
- 31 octombrie: John Keats, poet englez (d. 1821)
- 2 noiembrie: James Knox Polk, al 11-lea președinte al SUA (d. 1849)
- 4 decembrie: Thomas Carlyle, eseist, autor satiric și istoric scoțian (d. 1881)

### Nedatate
- Vasile Fabian-Bob, profesor și poet român (d. 1836)
- Louis-Charles Mahé de La Bourdonnais, șahist francez, campion mondial (d. 1840)

## Decese
- 21 martie: Honoré al III-lea, Prinț de Monaco (n. Honoré Camille Léonor Grimaldi de Goyon de Matignon), 74 ani (n. 1720)
- 8 iunie: Ludovic al XVII-lea al Franței (n. Louis Charles), 10 ani (n. 1785)
- 31 august: François-André Danican Philidor, 68 ani, șahist francez, campion mondial (n. 1726)
- 12 decembrie: András Adányi, 79 ani, scriitor, poet și călugăr iezuit maghiar (n. 1715)